# SLMAP
SLMAP‏ (Sarcolemma associated protein) هوَ بروتين يُشَفر بواسطة جين SLMAP في الإنسان.